# 杞姒
杞姒，春秋时期杞國人，嫁给宋国大夫皇野，生子皇非我。
皇野字子仲，想把杞姒的儿子皇非我作为嫡子。皇野哥哥皇瑗之子皇麇说：“一定要立长子皇伯，他是良材。”皇野大怒，不听他的话。前478年（周敬王四十二年、魯哀公十七年、宋景公三十九年），皇麇夺来自己哥哥皇劖般的田邑给了朋友田丙，皇劖般向已被驱逐的大夫桓魋之家臣子儀克抱怨。子儀克向太夫人景曹诬告皇麇想要接纳桓魋。宋景公询问皇野该怎么办，皇野还在忌恨皇麇，说：“右师皇瑗已经老了，不会作乱，我对皇麇就不了解了。”皇麇被宋景公拘捕。皇瑗逃亡到晋国，宋景公把他召回。次年春，杀死皇瑗。后来任命皇瑗的侄子皇缓担任右师，杞姒的儿子皇非我担任大司马。